# Denise Pumain
Denise Pumain (nascida em 1946) é uma geógrafa francesa, especialista em desenvolvimento urbano e modelagens matemáticas em Ciências Sociais. Professora da Universidade de Paris 1 Panthéon-Sorbonne e membro do Institut Universitaire de France.
Fundadora da Revista Europeia de Geografia, também chamada de "Cybergeo", e co-diretora da revista "Espaço Geográfico" (Espace géographique). Denise Pumain dirige a coleção "Villes" nas publicações da "Anthropos".

## Carreira
- Participação na AERES, sendo coordenadora de Ciências Humanas e Sociais 2007-2008.
- Membro Sênior do Institut Universitaire de France desde 2004.
- Reitora e acadêmica de Grenoble 2000-2001.
- Professora da Universidade de Paris 1 Panthéon-Sorbonne desde 1989.
- Professora da Universidade Paris 13 1986-1989.
- Diretora de Pesquisa para o INED 1981-1985.
- Assistente e Professora da Universidade de Paris 1 1970-1981.

## Prêmios
- Prêmio Vautrin Lud em 2010.
- Medalha de Prata no CNRS em 2010.
- Diretora da Ordem Nacional do Mérito em 2009, Ministra dos Negócios Estrangeiros (Assuntos Europeus).
- Membro Correspondente da Academia Austríaca de Ciências, em 2009.
- Dra. Honoris Causa, da Universidade de Lausanne em 2003.
- Cavaleira da Legião de Honra, Ministério da Educação em 1999.
- Medalha de Bronze no CNRS em 1984.